# Myers-Briggs-Typenindikator
Der Myers-Briggs-Typenindikator (kurz MBTI, von englisch Myers-Briggs type indicator) – nach Katharine Cook Briggs und Isabel Myers – ist ein alltagspsychologischer Test, mit dessen Hilfe die von Carl Gustav Jung entwickelten „psychologischen Typen“ erfasst werden sollen. Der MBTI wurde 1944 veröffentlicht und ist der von Unternehmen am häufigsten verwendete Persönlichkeitstest.
Der Test, das Testkonzept und die zu Grunde liegende Theorie gelten in der Psychologie als ungeeignet und entsprechen nicht den Standards empirisch fundierter Diagnostik: Selbst Jung lehnte den Test, der vermeintlich auf seinen Ideen basierte, ab und die beiden Autorinnen des Tests waren auch keine Wissenschaftlerinnen oder Psychologinnen Die Gütekriterien (Validität, Reliabilität und Normierung) des MBTI sind alle stark umstritten (siehe Abschnitt Kritik). Einzelne Einschätzungen reichen von "teilweise vorhanden" bis hin zur Einstufung als "Managementesoterik". Insbesondere die Validität, sprich die inhaltliche Aussagekraft des Tests, ist stark zweifelhaft (siehe Kritik). Der Test wird aus diesen Gründen von Wissenschaftlern nicht zum Einsatz in der Personalpsychologie oder Diagnostik empfohlen.

## Abgrenzung
Der MBTI, der 16 Persönlichkeitstypen beschreibt und auf der Typologie von Carl Gustav Jung basiert, ist nicht zu verwechseln mit zahlreichen anderen Modellen, die die Typen-Abkürzungen des MBTI übernommen haben. Hierzu zählen bspw. die Sozionik und der Keirsey Temperament Sorter.
Manche von diesen wurden aus der Kombination des MBTI mit dem Big-Five-Persönlichkeitstest entwickelt, ihr Mehrwert oder zusätzlicher Erkenntnisgewinn ist wissenschaftlich aber nicht dokumentiert, zumal die zahlreichen Varianten die grundlegenden Probleme von Typologien und der lexikalischen Methode (Sedimentationshypothese) nicht überwunden haben.
Andere benutzen sogar die Typen-Abkürzungen des MBTI, obwohl sie gar nicht auf dem MBTI basieren, beispielsweise der 16-Persönlichkeits-Faktoren-Test (16PF) von Raymond Bernard Cattell, der – ähnlich wie der Big-Five-Persönlichkeitstest – nach der lexikalischen Methode mithilfe der Faktorenanalyse entwickelt wurde und zufriedenstellende Gütekriterien nachweisen kann, sowie 16 Personalities, der bekannteste und von Laien meistverwendete Persönlichkeitstest, der Ende der 2010er Jahre zu einem anhaltenden Internet-Trend wurde und so auch den MBTI bekannter machte, obwohl er eigentlich auf dem Big-Five-Persönlichkeitstest basiert.

## Einführung
Der MBTI baut auf der Typologie von Carl Gustav Jung auf. Die Landwirtschaftsexpertin und Schriftstellerin Katherine Cook Briggs und ihre Tochter, die Politikwissenschaftlerin und Krimi-Autorin Isabel Myers, griffen diese auf und führten Messreihen durch. Sie nutzten die Ergebnisse, um das Center for Applications of Psychological Type zu gründen, das Persönlichkeitseinschätzung kommerziell anbietet.
Der Original-MBTI-Fragebogen ist nur gegen Gebühr über lizenzierte Trainer erhältlich, in der Regel verbunden mit einem anschließenden Beratungsgespräch. Es gibt zahlreiche ähnlich aufgebaute frei erhältliche Tests und Fragebögen, die auf dem gleichen Prinzip wie der MBTI basieren, jedoch nicht dessen Qualitätskriterien entsprechen. Ein bekanntes Beispiel ist der Keirsey Temperament Sorter.
Die Reliabilität (Zuverlässigkeit) des MBTI ist schlecht, und es kommt sehr häufig vor, dass jemand sich nicht mit dem Typ identifizieren kann, den der Test ergeben hat. Auch wenn man sich dann für einen Typ entschieden hat, dem die eigene Persönlichkeit am ehesten entspricht, kann man leicht Übereinstimmungen mit einigen anderen der 16 Typen finden und so je nach Tagesform und Situation über mehrere Typen wechseln. Bei Wiederholungen des Tests nach mehreren Wochen oder Monaten schwankt der Typ häufig.

## Klassifikation
Carl Gustav Jung bemerkte in seinem Umgang mit Patienten, dass der Umgang mancher Menschen mit der Welt schlicht anders war als sein eigener. Er notierte diese Beobachtungen und deren charakteristische Merkmale, benannte sie und machte sich die Kenntnis der Persönlichkeitseinschätzung wieder für seine Arbeit zunutze. Grundlegend für das Modell ist die Einschätzung der Typen in vier Funktionen (Denken/Fühlen, Sensorik/Intuition), die jeweils mit den Attributen introvertiert oder extravertiert belegt wurden. Der MBTI löste die Attribute von den Funktionen und erstellte daraus Dimensionen (E/I, N/S, F/T – die Orientierung J/P wurde durch Briggs und Myers-Briggs hinzugefügt), die jeweils die dominierende Präferenz bezeichnen. Die Abfolge der Buchstaben ist geteilt in zwei Wahrnehmungsfunktionen und zwei Beurteilungsfunktionen (bei Jung waren es zwei plus eine). Wichtig dabei ist, dass im MBTI eine bimodale Verteilung mit einer sehr harten Trennung zwischen den jeweiligen Dichotomen verwendet wird. Das führt dazu, dass es keine Ausprägungen gibt, sondern nur eindeutige Präferenzen (z. B. Rechts- oder Linkshänder). Alle Funktionen und Orientierungen sind bei allen Menschen vorhanden. Der MBTI gibt Aufschluss darüber, welche Funktion präferiert benutzt wird und auf welche nachrangig zurückgegriffen wird.
| Indikator                                   | Präferenz                                | Beschreibung |
| ------------------------------------------- | ---------------------------------------- | --- |
| Motivation, Antrieb (Energizing Preference) | Extraversion (Extraversion, E)           | Beschreibt die Motivation zur Sinneserfahrung. Ein außenorientierter Mensch ist kontaktfreudiger und breiter interessiert, ein innenorientierter Mensch konzentrierter und intensiver. Man spricht auch von der Tendenz zur Weite (E) bis Tiefe (I) der Sinneserfahrung. |
| Motivation, Antrieb (Energizing Preference) | Introversion (Introversion, I)           | Beschreibt die Motivation zur Sinneserfahrung. Ein außenorientierter Mensch ist kontaktfreudiger und breiter interessiert, ein innenorientierter Mensch konzentrierter und intensiver. Man spricht auch von der Tendenz zur Weite (E) bis Tiefe (I) der Sinneserfahrung. |
| Aufmerksamkeit (Attention Preference)       | Intuition (Intuition, N)                 | Beschreibt die Verarbeitung der Sinneseindrücke. Der intuitive Geist verlässt sich stärker auf seinen sechsten Sinn, also auf die Interpretation und den Gesamtzusammenhang. Er achtet eher auf das Ganze als auf dessen Teile und ist eher zukunfts- und möglichkeitsorientiert. Er steht außerdem mit Kreativität in Verbindung in Form einer besseren Fähigkeit zu divergentem Denken. Der sensorische Geist gewichtet die „Rohdaten“ bzw. unmittelbaren Eindrücke am höchsten. Er ist detailorientiert und exakt im Verarbeiten von konkreter Information sowie im Begreifen des Hier und Jetzt. Es wird davon ausgegangen, dass Sensoriker etwa zwei Drittel bis drei Viertel der Bevölkerung ausmachen. |
| Aufmerksamkeit (Attention Preference)       | Sensorik (Sensing, S)                    | Beschreibt die Verarbeitung der Sinneseindrücke. Der intuitive Geist verlässt sich stärker auf seinen sechsten Sinn, also auf die Interpretation und den Gesamtzusammenhang. Er achtet eher auf das Ganze als auf dessen Teile und ist eher zukunfts- und möglichkeitsorientiert. Er steht außerdem mit Kreativität in Verbindung in Form einer besseren Fähigkeit zu divergentem Denken. Der sensorische Geist gewichtet die „Rohdaten“ bzw. unmittelbaren Eindrücke am höchsten. Er ist detailorientiert und exakt im Verarbeiten von konkreter Information sowie im Begreifen des Hier und Jetzt. Es wird davon ausgegangen, dass Sensoriker etwa zwei Drittel bis drei Viertel der Bevölkerung ausmachen. |
| Entscheidung (Deciding Preference)          | Denken (Thinking, T)                     | Beschreibt die Art und Weise, wie Entscheidungen getroffen werden. Der Denker (thinking) betrachtet die ihm vorliegenden Informationen eher von einem rationalen Standpunkt und versucht, mittels objektiver Wertesysteme (z. B. Gesetze) zu Entscheidungen zu gelangen. Er ist resultatorientiert im Sinne der optimalen Lösung der Sache. Der Fühlende (feeling) beachtet seine persönlichen Wertesysteme (Moral) stärker. Er urteilt entsprechend dieser Systeme und ist bemüht, alle Parteien zu einer Lösung der Sache mitzunehmen. Hier wird von einer Gleichverteilung bei geringfügig mehr Fühlern ausgegangen. Gleichzeitig besteht hier die größte Unausgewogenheit zwischen den Geschlechtern. Schätzungen zufolge sind etwa zwei Drittel der Denker Männer und etwa zwei Drittel der Fühler Frauen. |
| Entscheidung (Deciding Preference)          | Fühlen (Feeling, F)                      | Beschreibt die Art und Weise, wie Entscheidungen getroffen werden. Der Denker (thinking) betrachtet die ihm vorliegenden Informationen eher von einem rationalen Standpunkt und versucht, mittels objektiver Wertesysteme (z. B. Gesetze) zu Entscheidungen zu gelangen. Er ist resultatorientiert im Sinne der optimalen Lösung der Sache. Der Fühlende (feeling) beachtet seine persönlichen Wertesysteme (Moral) stärker. Er urteilt entsprechend dieser Systeme und ist bemüht, alle Parteien zu einer Lösung der Sache mitzunehmen. Hier wird von einer Gleichverteilung bei geringfügig mehr Fühlern ausgegangen. Gleichzeitig besteht hier die größte Unausgewogenheit zwischen den Geschlechtern. Schätzungen zufolge sind etwa zwei Drittel der Denker Männer und etwa zwei Drittel der Fühler Frauen. |
| Lebensstil (Living Preference)              | Wahrnehmung (Perception, P)              | Beschreibt die Tendenz, die Eindrücke der Umwelt schnell zu strukturieren oder noch länger weitere Eindrücke aufzunehmen. Der Wahrnehmer (perceiving) ist lange offen für neue Eindrücke und zeigt sich bereit, seine Entscheidungen und Pläne zugunsten neuer Informationen zu überdenken. Das bedeutet auch, dass man spontaner handelt und sich flexibler unregelmäßigen Umständen anpassen kann. Im Gegensatz dazu steht die Entschiedenheit. Der Urteilende (judging) entscheidet bereits, bevor ihm alle Informationen vorliegen, und hält an einmal getroffenen Entscheidungen und eingeschlagenen Wegen auch unter widrigen Umständen fest. Bevorzugt handelt er systematisch und planmäßig. Falls erforderlich, werden Pläne angepasst, jedoch werden diese ungern völlig verworfen. Der Urteilende hat außerdem eine stärkere Neigung zum Dominieren und Kontrollieren. Er zeigt im Handeln weniger Spontaneität, dafür jedoch mehr Disziplin und Beständigkeit. In dieser Dimension ist ungefähr von einer Gleichverteilung auszugehen. |
| Lebensstil (Living Preference)              | Beurteilung, Entscheidung (Judgement, J) | Beschreibt die Tendenz, die Eindrücke der Umwelt schnell zu strukturieren oder noch länger weitere Eindrücke aufzunehmen. Der Wahrnehmer (perceiving) ist lange offen für neue Eindrücke und zeigt sich bereit, seine Entscheidungen und Pläne zugunsten neuer Informationen zu überdenken. Das bedeutet auch, dass man spontaner handelt und sich flexibler unregelmäßigen Umständen anpassen kann. Im Gegensatz dazu steht die Entschiedenheit. Der Urteilende (judging) entscheidet bereits, bevor ihm alle Informationen vorliegen, und hält an einmal getroffenen Entscheidungen und eingeschlagenen Wegen auch unter widrigen Umständen fest. Bevorzugt handelt er systematisch und planmäßig. Falls erforderlich, werden Pläne angepasst, jedoch werden diese ungern völlig verworfen. Der Urteilende hat außerdem eine stärkere Neigung zum Dominieren und Kontrollieren. Er zeigt im Handeln weniger Spontaneität, dafür jedoch mehr Disziplin und Beständigkeit. In dieser Dimension ist ungefähr von einer Gleichverteilung auszugehen. |

Jeder Mensch ist in der Lage, entsprechend den vorliegenden Ereignissen angepasst zu handeln, jedoch bevorzugen die meisten Menschen bestimmte, bevorzugte Herangehensweisen. Das wird hier als Typen bezeichnet.
Über Gruppenstudien wurden Tests entwickelt, die ohne Einzelgespräch schon eine Einschätzung des MBTI-Typus erlauben. Wenn ein solcher Test I(3) S(5) T(6) J(5) ergibt, dann schreibt man kurz ISTJ als Kurzbezeichnung. Jedes Viererkürzel hat dabei auch einen Eigennamen, der jedoch je nach Autor und Sprachversion verschieden sein kann. Der ISTJ heißt nach Keirsey „Inspektor“ und beschreibt besonders verlässliche Zeitgenossen. Eine solche Kategorisierung ist allerdings umstritten, da sie Klischeebilder fördert.

## Funktionen
Die Funktionen mit den Attributen introvertiert und extravertiert bilden den Kern des MBTI-Modells. Sie sollen erklären, wie die Persönlichkeit eines Typen aufgebaut ist. Jedoch gibt es berechtigte Zweifel an ihrer Validität (siehe Kritik) und einige Autoren, die an der Entwicklung mitarbeiteten, wie z. B. David Keirsey, haben sich komplett von dem Modell abgewandt. In der restlichen Literatur über den MBTI tauchen sie oft gar nicht auf und werden durch die vier Dimensionen (siehe oben) ersetzt. Auch wenn die Funktionen an denen von Jung angelehnt sind, werden sie etwas anders aufgefasst.
Beschreibung der Funktionen:
Sensorik
introvertierte Sensorik (Si)
vergleicht das aktuelle Geschehen auf subjektiver Basis mit Informationen aus der Vergangenheit und versucht Unterschiede und Gemeinsamkeiten zu finden. Aus diesem Grund sind solche Menschen häufig Anhänger eher traditioneller Werte und Konventionen, manchmal mit einem Hang zur Sentimentalität und Nostalgie.
extravertierte Sensorik (Se)
nimmt Informationen mit allen „fünf Sinnen“ wahr und verarbeitet diese zu Erfahrung mit Fokussierung auf das Hier und Jetzt. Informationen werden dabei in der Außenwelt von Objekten und körperlichen Aktivitäten wahrgenommen. Sie sind realistisch und häufig auf der Suche nach Spaß und Unterhaltung. Von äußeren Prozessen lassen sie sich häufig beeinflussen oder neigen zum Sensation Seeking.
Intuition
introvertierte Intuition (Ni)
interessiert sich für zukünftige Geschehnisse, sucht dabei nach Signifikanz und versucht das Unbekannte zu ergründen. Ihre Visionen wollen sie durch Kunst oder Prophezeiungen äußern. Ihre Ideen können sehr ungewöhnlich sein, weswegen sie häufig missverstanden werden.
extravertierte Intuition (Ne)
interessiert sich für Möglichkeiten und versucht, Ideen und Informationen untereinander zu verbinden. Sie möchten etwas verändern und verbessern, haben dafür viele Ideen und nehmen einen hohen Einsatz auf sich. Situationen, in denen sich nichts verändern und verwirklichen lässt, langweilen sie. Bei der Suche nach ihren Möglichkeiten und Fähigkeiten können sie u. U. viel Zeit verlieren, weil sie sich nicht gerne festlegen und lieber ein neues Projekt beginnen, als das alte abzuschließen.
Fühlen
introvertiertes Fühlen (Fi)
beurteilt Dinge nach eigenem Ermessen, hat ein Gespür für emotionale Beziehung zwischen Objekten sowie ausgeprägtes Moralbewusstsein. Gefühle äußern sie nicht immer, auch wenn sie diese nach innen hin intensiv erleben. Dadurch könnten sie auf Andere unzugänglich und unauffällig wirken. Sie haben ein starkes Gefühl für alles was richtig oder falsch für sie ist.
extravertiertes Fühlen (Fe)
befasst sich mit sozialen Prozessen und versucht die Außenwelt basierend auf sozialen Beziehungen zu organisieren. Es wird versucht, soziale Werte zu erfüllen und harmonisch in Bezug auf andere Menschen zu sein. Äußere Einflüsse haben für sie einen höheren Stellenwert als innere. Negativ äußert sich Fe durch intensive Stimmungsgefühle und -schwankungen sowie durch manipulatives Verhalten.
Denken
introvertiertes Denken (Ti)
testet und analysiert Daten und Ideen – eigene wie fremde – mit dem Versuch, Ungenauigkeit bzw. Genauigkeit zu finden. Dabei sind sie sehr kreativ und können komplex und abstrakt denken. Im negativen Sinne wirken sie dabei eingebildet oder wenig einfühlsam und neigen zu phlegmatischem Verhalten.
extravertiertes Denken (Te)
ist bemüht, die Außenwelt mit Logik und objektiven Daten zu verwalten und zu organisieren. Sie sind praktisch veranlagt und verbinden Ideen logisch und hierarchisch. Nach außen hin wirken sie recht hart und legen großen Wert auf Ordnung und Effizienz.
| Funktionen        | ISFJ                     | ISTJ                     | ESFJ                     | ESTJ                     |
| dominant (erste)  | introvertierte Sensorik  | introvertierte Sensorik  | extravertiertes Fühlen   | extravertiertes Denken   |
| auxiliar (zweite) | extravertiertes Fühlen   | extravertiertes Denken   | introvertierte Sensorik  | introvertierte Sensorik  |
| tertiär (dritte)  | introvertiertes Denken   | introvertiertes Fühlen   | extravertierte Intuition | extravertierte Intuition |
| inferior (vierte) | extravertierte Intuition | extravertierte Intuition | introvertiertes Denken   | introvertiertes Fühlen   |
| Funktionen        | ISFP                     | ISTP                     | ESFP                     | ESTP                     |
| dominant          | introvertiertes Fühlen   | introvertiertes Denken   | extravertierte Sensorik  | extravertierte Sensorik  |
| auxiliar          | extravertierte Sensorik  | extravertierte Sensorik  | introvertiertes Fühlen   | introvertiertes Denken   |
| tertiär           | introvertierte Intuition | introvertierte Intuition | extravertiertes Denken   | extravertiertes Fühlen   |
| inferior          | extravertiertes Denken   | extravertiertes Fühlen   | introvertierte Intuition | introvertierte Intuition |
| Funktionen        | INFJ                     | INFP                     | ENFJ                     | ENFP                     |
| dominant          | introvertierte Intuition | introvertiertes Fühlen   | extravertiertes Fühlen   | extravertierte Intuition |
| auxiliar          | extravertiertes Fühlen   | extravertierte Intuition | introvertierte Intuition | introvertiertes Fühlen   |
| tertiär           | introvertiertes Denken   | introvertierte Sensorik  | extravertierte Sensorik  | extravertiertes Denken   |
| inferior          | extravertierte Sensorik  | extravertiertes Denken   | introvertiertes Denken   | introvertierte Sensorik  |
| Funktionen        | INTJ                     | INTP                     | ENTJ                     | ENTP                     |
| dominant          | introvertierte Intuition | introvertiertes Denken   | extravertiertes Denken   | extravertierte Intuition |
| auxiliar          | extravertiertes Denken   | extravertierte Intuition | introvertierte Intuition | introvertiertes Denken   |
| tertiär           | introvertiertes Fühlen   | introvertierte Sensorik  | extravertierte Sensorik  | extravertiertes Fühlen   |
| inferior          | extravertierte Sensorik  | extravertiertes Fühlen   | introvertiertes Fühlen   | introvertierte Sensorik  |

Die Funktionen zu den einzelnen Typen werden wie folgt interpretiert: Intro- und extravertierte Funktionen wechseln sich stets ab. In der ersten und zweiten sowie in der dritten und vierten Funktion ergänzen sich rationale und irrationale Funktionen. Perceiving oder Judging richtet sich nach der ersten extravertierten Funktion (bei extravertierten die erste, bei introvertierten die zweite Funktion), da die MBTI-Erfinderinnen davon ausgingen, dass man nur über seine extravertierte Funktion mit der Umwelt kommunizieren kann. Auffällig ist dadurch bei den introvertierten, dass diejenigen vom irrationalen Typus (perceiver) eine dominierende rationale Funktion haben und umgekehrt. Die unbewussten, also letzten vier Funktionen, entsprechen den bewussten in gleicher Reihenfolge, aber vertauschter Intro- bzw. Extraversion.

## Fragebogen
Das psychologische Inventar zur Abschätzung des MBTI erfolgt in der Regel zweistufig, indem zuerst ein Fragebogen ausgefüllt wird. Anschließend wird das Ergebnis dem Probanden im Detail erläutert und er wird aufgefordert, alle diejenigen Änderungen vorzunehmen, die er für notwendig hält, weil er sich selbst in den entsprechenden Kriterien anders kennt. Nach der Korrektur durch den Probanden ist der so genannte „Best Fit“ (beste Passung zwischen Proband und Inventar) hergestellt. Der Fragebogen selbst enthält eine lange Serie dichotomer Fragen (mit je zwei Antwortmöglichkeiten), deren Beantwortung auch ausbleiben kann. Abstufungen wie z. B. „eher ja“, „eher nein“ und „weiß nicht“ sind nicht möglich.
Von den möglichen Fragestellungen werden für den Fragebogen jene mit möglichst diskriminierendem Wert verwendet, deren Antwort häufig von einem erwarteten Mittelwert abweicht. Es darf so verschiedene Fragebögen geben, sinnvoll sind diese jedoch nur, wenn sie mittels eines Gruppentests kalibriert wurden. Neben den offiziellen MBTI-Testbögen des Unternehmens CPP ist weithin noch der „Keirsey Temperament Sorter“ bekannt, der geeicht wurde und kostenlos zur Verfügung steht. Es gibt verschiedene Webseiten, die den Keirsey-Test in vielen Sprachen online stellen.
Die Diskussion des Testergebnisses sollte immer erfolgen, da die Zusammenstellung und Wertung der Teilfragen letztlich willkürlich ist. Die Jung’sche Beobachtung verschiedener Typen bleibt jedoch bestehen, bei denen sich Charakteristika der Herangehensweisen an Aufgaben gruppieren und zuordnen lassen, also letztlich typisch sind. Ohne Einzelgespräch erfolgt dies, indem man die Beschreibungen der 16 Typen nachliest und der Proband selbst den passendsten wählt. Das Ergebnis des Testbogens gibt dabei einen Hinweis, welcher Typ am wahrscheinlichsten ist. Nur selten wählt man einen anderen Typus als passendsten, als den im Test ermittelten.
Die Einfachheit dieser Testmethode ist zugleich vorteilhaft wie kritikwürdig. Durch die Einfachheit ist sie auch Laien gut vermittelbar, lässt aber andererseits viel Spielraum für Interpretationen und Missbrauch. Eine Mittelantwort („weder noch“) oder eine Abstufung der Antwort („trifft teilweise zu“) ist nicht möglich. Es muss sich immer für eine Seite entschieden oder die Frage ausgelassen werden.

## The Myers-Briggs Company
The Myers-Briggs Company, ursprünglich ab 1975 Consulting Psychologists Press (CPP), führte im Jahr 1983 750.000 Tests durch. 1993 waren es 3 Millionen Personen, die den Test absolvierten. Die Firma gibt seit 2016 keine spezifischen Umsatzzahlen bekannt, der Umsatz der Firma mit dem Verkauf des Fragebogens für MBTI wurde für 2015 auf 20 Millionen USD geschätzt. Die Lizenz für den Einsatz eines Fragebogens kostet 30 USD. The Myers-Briggs Company hat in den Anwenderunternehmen ca. 5000 zertifizierte Testleiter („practitioners“) in jeweils viertägigen Kursen ausgebildet. Der Test ist in viele Sprachen übersetzt und wird in 170 Ländern eingesetzt. Zu den Kunden, die den Test im eigenen Unternehmen eingeführt haben, gehören Procter & Gamble und die Unternehmensberatung McKinsey, während Intel und Hewlett-Packard inzwischen zu „Hogan Assessment Systems“ gewechselt seien.

## Kritik
Die MBTI-Typenlehre genügt laut Kritikern nicht wissenschaftlichen Gütekriterien. Andere Beiträge in populären Wissenschaftszeitschriften bezeichneten den Test als „im Prinzip nichtssagend“, „mit schlechtester existierender Persönlichkeitstest“ und „eine Modeerscheinung, die nicht aussterben will.“
Wie für alle selbsteinschätzenden Verfahren gilt auch für den MBTI der Barnum-Effekt. Der Proband erkennt sich in Beschreibungen wieder, obwohl diese eher allgemein gehalten sind und in Wirklichkeit auf die meisten Menschen zutreffen.
Ob Menschen wirklich klar zu 16 unterscheidenden Typen zuzuordnen sind, ist höchst umstritten, denn das Konzept der 16 Typen konnte nicht wissenschaftlich belegt werden. Zahlreiche Studien sprechen gegen die Existenz von Typen bzw. gegen dichotome, in „entweder/oder“ unterteilte Persönlichkeitsmerkmale. Stattdessen sollen sich Charaktereigenschaften eher auf einer kontinuierlichen Skala bewegen, auf der die Endpunkte (z. B. Introversion und Extraversion) lediglich Extrema darstellen und der Großteil der Menschen sich ungefähr in der Mitte zwischen diesen beiden Punkten befindet (siehe Big Five).
Innerhalb von drei umfangreichen Studien wurde die Funktionstheorie des MBTI überprüft. Deren eindeutiges Ergebnis lautet, dass die Aussagen der Funktionen und vor allem auch ihre festgelegte Reihenfolge von Haupt- und Nebenfunktionen kaum mit der Realität und dem tatsächlichen Verhalten übereinstimmen. Sie konnten der wissenschaftlichen Überprüfung in keiner Weise standhalten. Es wurden grobe Logikfehler im Aufbau des Funktionssystems aufgezeigt und es wurde angezweifelt, ob dieses überhaupt der Jungschen Theorie entspricht.
Darüber hinaus stammen die meisten Forschungsarbeiten zum Beleg der Validität des Myers-Briggs-Typenindikators vom Center for Applications of Psychological Type, einer Organisation, die von der Myers-Briggs Foundation betrieben wird, was Fragen nach Unabhängigkeit und Befangenheit aufwirft.
Von Seiten der Sozionik kommt ebenfalls der Kritikpunkt, dass der MBTI die von Jungs Arbeit abgeleiteten Funktionen falsch interpretiert. In der Sozionik haben die introvertierten Typen die Hauptfunktion, die ihrem Typencode (Judging oder Perceiving) entspricht. Im MBTI haben sie die dem Typencode (Judging oder Perceiving) gegenteilige Hauptfunktion. Jedoch ist die Aussagekraft der Funktionen generell sehr umstritten.
Der originale MBTI-Test ist stets kostenpflichtig und von offizieller Seite gibt es nur wenig kostenlose Informationen. Im deutschsprachigen Raum herrscht eine besondere Informationsarmut, da die offiziellen MBTI-Lizenzgeber CPP und die zugehörige CAPT-Organisation (Center for Applications of Psychological Type) keine deutschsprachigen Internetpräsenzen oder andere frei zugängliche Publikationen in deutscher Sprache anbieten. Deutschsprachige Informationen über den MBTI sind daher nur kostenpflichtig über lizenzierte Drittanbieter oder aus nicht lizenzierten inoffiziellen Quellen zu bekommen. In beiden Fällen fällt die Darstellung des MBTI meist subjektiv und sehr positiv aus. Die Informationen und kostenlosen Tests, die man zum MBTI im Internet findet, sind Nachahmungen oder Neuinterpretationen, die meist mit subjektiven Eindrücken oder dem Modell von Keirsey vermischt sind.
Insbesondere bei der Prognose von Berufseignung und -erfolg wird dem MBTI-Test Versagen bescheinigt. So sagte der Psychologe John Rauthmann: „Der MBTI ist eines der schlechtesten Instrumente, die man in der Personalauswahl nehmen kann“ und begründete dies damit, dass der Test „nicht sonderlich verlässlich“  und derselben Person zu unterschiedlichen Zeitpunkten unterschiedliche Typen zugeordnet würden. Außerdem konnten „die 16 verschiedenen Typen, die er behauptet zu messen, wissenschaftlich nicht bestätigt“ werden.
Ein weiterer Kritikpunkt ist die Stagnation des Modells. Auch wenn der MBTI anfangs stetig weiterentwickelt wurde, gab es seit Ende der 1960er, Anfang der 1970er nur wenig nennenswerte Änderungen.